# Seis e Trinta
"Seis e Trinta" é o terceiro single do oitavo álbum da banda brasileira Jota Quest, intitulado La Plata. A música é uma balada pop e foi lançada em julho de 2009. Assim como os dois outros singles, a canção teve um videoclipe como forma de divulgação.

## Recepção
Para Sidney Rezende, do Esquina da música:
| “ | A irresistível eletrônica Seis e Trinta (que tem um quê de "Balada do Amor Inabalável", dos seus conterrâneos do Skank) já pode ser considerada uma das grandes faixas pop compostas nesse ano no Brasil | ” |

.

## Videoclipe
Toneladas de cabelo artificial foram usadas nas filmagens do videoclipe, dirigido por Gringo Cardia, que explicou-o como:
"Pessoas terão a sensação de estar mergulhadas em uma piscina de cabelos que saem de todos os participantes e se emaranham quando as pessoas se agarram". O clipe saiu em meados de setembro e além de mostrar pessoas se agarrando em volta de muitos cabelos, mostra também a banda executando a canção.

## Divulgação
No dia 15 de agosto, o Jota Quest esteve no programa Caldeirão do Huck, da Rede Globo, tocando a música “Seis e Trinta”, pela primeira vez na TV.

## Certificações e vendas
| Região                                              | Certificação | Unidades/vendas |
| --------------------------------------------------- | ------------ | --------------- |
| Brasil (PMB)                                        | Platina      | - 100.000*      |
| *números de vendas baseados somente na certificação |              |                 |

## Histórico de lançamento
| País   | Data                | Formato |
| ------ | ------------------- | ------- |
| Brasil | julho de 2009       | Airplay |
| Brasil | 30 de março de 2010 | iTunes  |